# Глюкман, Элиан
Элиан Глюкман (род. 25 февраля 1940, Париж) — французский врач и биолог, сотрудница института Inserm и исследовательница в больнице Сен-Луи в Париже. В 1987 году провела первую в мире трансплантацию пуповинной крови человека.

## Биография
Отец Элиан, врач-еврей из Польши, занимался исследованиями в области гастроэнтерологии.
Она была экстерном у Жоржа Мате, который познакомил её с гематологией, затем интерном у профессора Жана Бернара. В конце 1960-х она познакомилась с Жаном Доссе, который открыл тканевую совместимость у людей. В 1972 году она работала научным сотрудником в Сиэтле под руководством лауреата Нобелевской премии Эдварда Донналла Томаса, с того времени работала над усовершенствованием процедуры пересадки кроветворных клеток для того, чтобы снизить вероятность наступления реакции «трансплантат против хозяина».
По возвращении во Францию она руководила службой трансплантации Жана Бернара. В 1976 году Элиан была назначена профессором гематологии и с тех пор руководит отделением трансплантации костного мозга в больнице Сен-Луи.
Элиан — почётный профессор парижского университета Дидро и врач госпиталя Сен-Луи в Париже, специалистка по трансплантации стволовых клеток крови.
В 2010 году она получила почётную премию Национального института здравоохранения и медицинских исследований.
С 2013 года она возглавляет исследовательскую группу в Отделе медицинской биологии Научного центра Монако.

## Научный вклад
Элиан провела первую в мире трансплантацию пуповинной крови человека в 1987 году, что позволило ей вылечить ребёнка, страдающего анемией Фанкони. Она также известна своей значимой работой в области трансплантологии. С помощью Хэла Броксмейера она смогла продемонстрировать, что пуповинную кровь можно использовать в качестве источника гемопоэтических стволовых клеток. Элиан Глюкман продолжает исследования в области трансплантации пуповинной крови, а также врождённых заболеваний костного мозга.